# 山梨県立女子短期大学
山梨県立女子短期大学（やまなしけんりつじょしたんきだいがく、英語: Yamanashi Women's Junior College）は、山梨県甲府市飯田5-11-1に本部を置いていた日本の公立大学である。1966年に設置され、2006年に廃止された。大学の略称は県短。

## 概要

### 大学全体
- 山梨県甲府市に所在した日本の公立短期大学で、設置主体は山梨県。
- 1966年に開学し[1]、当初は3学科体制で入学総定員180名[2]。
- 大学の設立にあたっては山梨県営飯田町グラウンド[注 1]の転用に対して、1967年の第22回国民体育大会の誘致運動とも関係して、山梨県体育協会から山梨県当局に対する反対運動が発生した[3]。
- 1990年度より最大の4学科体制となり、全国でも屈指の総合公立短期大学となっていた。
- 2004年度の入学生を最後に[注釈 1]、2006年に短期大学としての使命を終える[5]。

### 教育および研究
- 生活科学・国文・幼児教育・国際教養の各専門教育が行われていた。国際教養では、欧米とアジアに関する研究科目が置かれ、中国語やフランス語の科目も設置されていた。

### 学風および特色
- 科学的・創造的精神をもった女性の育成がねらいとされていた。
- 開学以来、少人数教育を執り行っている。

## 沿革
- 1966年
  - 1月25日 左記を以て文部省[注 3]より短期大学の設置が認可される[6]。
  - 4月1日 山梨県立女子短期大学が以下の学科体制にて開学する。
    - 国文科 入学定員50名
    - 幼児教育科 入学定員50名
    - 家政科 入学定員80名

  - 5月1日 学生数[7]/定員
    - 家政科 女95/80
    - 幼児教育科 女50/50
    - 国文科 女54/50
- 1990年
  - 4月1日 国際教養科を増設し、家政科を生活科学科に改称。かつ入学定員80→50に減員[8]。
  - 5月1日 学生数[9]/定員
    - 生活科学科 140/130
    - 幼児教育科 109/100
    - 国文科 109/100
    - 国際教養科 54/50
- 1999年
  - 5月1日 学生数[10]/定員
    - 生活科学科 109/100
    - 幼児教育科 105/100
    - 国文科 129/100
    - 国際教養科 116/100
- 2004年
  - 4月1日 この年度をもって学生募集が最後となる[注釈 1]。
- 2006年
  - 6月14日 左記を以て正式に廃止となる[5]。

## 基礎データ

### 所在地
- 山梨県甲府市飯田5-11-1

### 象徴
- 山梨県立女子短期大学のカレッジマークはナデシコをイメージしたものとなっていた。

### 組織

#### 学科[注 4]
- 国文科 入学定員50
- 生活科学科 入学定員50
- 幼児教育科 入学定員50
- 国際教養科 入学定員50

#### 専攻科
- なし

#### 別科
- なし

#### 附属機関
- 図書館

### 取得資格について[12]
資格
- 保育士：幼児教育科

教職課程
- 中学校教諭二種免許状[注 5]
  - 国語：国文科
  - 家庭：生活科学科
  - 幼稚園教諭二種免許状：幼児教育科

### 研究
- 『山梨県立女子短期大学紀要』[14]ほか。

## 大学関係者と組織

### 大学関係者一覧
歴代学長
- 伊藤和衛
- 小牧治
- 大浦猛
- 小出昭一郎

## 施設

### 寮
- なし

### 同窓会
- 富桜会（ふおうかい）

## 対外関係

### 他大学との協定
- 四川大学
- 清華大学
- カリフォルニア大学
- ローレンマーティン・カレッジ

### 系列校
- 山梨県立大学
- 山梨県立看護大学短期大学部

## 社会との関わり
- 公開講座を行っていた。

## 卒業後の進路について

### 編入学･進学実績[15]
- 国文科：東洋大学・図書館情報大学・群馬大学・都留文科大学・愛媛大学・駒澤大学・明治学院大学・早稲田大学ほか
- 生活科学科：奈良女子大学・千葉大学・信州大学・女子栄養大学・同朋大学ほか
- 幼児教育科：北海道大学・愛知教育大学・淑徳大学ほか
- 国際教養科：埼玉大学・新潟大学・岐阜大学・熊本大学・杏林大学・立命館大学・関西外国語大学ほか